# 新康科德 (肯塔基州)
新康科德（英語：New Concord）是位於美國肯塔基州卡洛威縣的一個非建制地區。

## 地理
新康科德所處的海拔為高於海平面126米（即413英呎），而該地所採用的時區為UTC-6，即北美中部時區（CST）。同時該地設有夏令時間，為UTC-6調快一小時，即UTC-5（CDT）。